# Битва при Юлин-Бро
Битва у моста Юлин (дат. Slaget ved Julin-Bro) — морской и сухопутный бой, произошедший около 1170 года между Датским королевством и Померанией на территории современного Волина. Датский флот под командованием Вальдемара Великого и Абсалона сражался с армией и флотом Казимира и Богуслава I.

## Предпосылки
Во время междоусобной войны в Дании в союзе со Свейном III племена полабских славян совершали набеги на центральную и западную Данию. После поражения и гибели Свейна в битве при Грате-Хедена датский престол взошел его двоюродный брат Вальдемар I, позже прозванный Великим, а епископ Абсалон отразил набег вендов на Зеландию. С помощью Абсалона Вальдемар I начал восстановление разоренной войной Дании и реорганизацию датских вооруженных сил. В конце 1160-х годов Вальдемар и Абсалон завоевали Рюген и использовали остров как плацдарм для дальнейших набегов.
Позже была организована экспедиция, в ходе которой датский флот углубился в померанские владения и поплыл вниз по Одеру. Датчане совершали набеги и грабили деревни и города, мимо которых проплывали. Достигнув Каммина, датчане решили вернуться в Данию.
Абсалон вышел в открытое море через восточную брешь у Дзивнува. Когда они повернули на восток, поднялся ветер, который сдул воду с отмелей, лежавших там, так что корабли не смогли пройти. На это и рассчитывали померанцы под командованием Казимира. Померанцы также стянули свой флот из 60 кораблей чтобы перекрыть датчанам единственный выход — у Юлинского моста.

## Ход сражения
Когда датчане подошли к Юлинскому мосту, их встретил флот и армия Казимира, которые получили подкрепление в виде войска его брата Богуслава. Померанцы значительно превосходили датчан по численности.
Абсалон предложил тайно переправить на берег датскую кавалерию во главе с Вальдемаром, а тем временем оставшаяся армия должна была прорваться к мосту на семи судах.
Ожидая победы, Казимир и его войско заранее устроили пир. Однако во время пира датчане организовали наступление, застав померанцев врасплох. Последние поспешно сели на свои суда, чтобы не допустить прорыва датского флота, после чего открыли во ним огонь.
Снаряды вендов мало что могли противопоставить полностью бронированной датской линии фронта, а датские лучники, собравшиеся за линией фронта, осыпали их стрелами, что достаточно отвлекло померанцев. Померанцев окончательно добила датская кавалерия, которая атаковала их фланг. Это привело к панике померанцев на флоте, в результате чего их численное превосходство стало обременительным и померанские корабли начали сталкиваться друг с другом, пытаясь спастись бегством. 

## Последствия
Датчане отступили после столь решительной победы, после чего Вальдемару не придется иметь дело с померанскими налетчиками до конца своего правления. Эта победа заложила основу для последующих экспансий его преемников. «Датчане не только избежали окружения, но и унесли с собой много добычи; это показывает, что, когда мечи обнажены, ничего нельзя принимать на веру, пока они не окровавлены».